# Campeonato Uruguayo de Primera División "B" 1951
El Campeonato Uruguayo de Segunda División 1951 fue la décima edición del torneo de segunda categoría profesional del fútbol de Uruguay.

## Posiciones
| Puesto | Equipo             | Pts. | PJ | PG | PE | PP | GF | GC | Dif. |
| ------ | ------------------ | ---- | -- | -- | -- | -- | -- | -- | ---- |
| 1º     | Sud América        | 24   | 14 | 10 | 4  | 0  | 30 | 8  | +22  |
| 2º     | Fénix              | 22   | 14 | 10 | 2  | 2  | 30 | 15 | +15  |
| 3º     | Bella Vista        | 14   | 14 | 6  | 2  | 6  | 24 | 21 | +3   |
| 4º     | Progreso           | 14   | 14 | 6  | 2  | 6  | 27 | 28 | -1   |
| 5º     | Miramar            | 14   | 14 | 6  | 2  | 6  | 20 | 26 | -6   |
| 6º     | Racing             | 10   | 14 | 3  | 4  | 7  | 14 | 23 | -9   |
| 7º     | Artigas            | 8    | 14 | 2  | 4  | 8  | 16 | 26 | -10  |
| 8º     | Uruguay Montevideo | 6    | 14 | 1  | 4  | 9  | 11 | 25 | -14  |

## Promedios
El ascenso y el descenso se definió por los promedios entre los puntos conseguidos en el torneo y en el campeonato anterior.
| Puesto | Equipo             | Promédio |
| ------ | ------------------ | -------- |
| 1º     | Sud América        | 20.0     |
| 2º     | Fénix              | 17.5     |
| 3º     | Bella Vista        | 14.0     |
| 4º     | Progreso           | 13.0     |
| 4º     | Miramar            | 13.0     |
| 6º     | Racing             | 12.0     |
| 7º     | Artigas            | 8.0      |
| 8º     | Uruguay Montevideo | 6.0      |

## Resultados
| Sud América | 5-1 | Miramar            |
| Progreso    | 3-2 | Bella Vista        |
| Fénix       | 1-0 | Artigas            |
| Racing      | 1-0 | Uruguay Montevideo |

| Bella Vista | 1-1 | Sud América        |
| Progreso    | 2-1 | Artigas            |
| Miramar     | 2-2 | Uruguay Montevideo |
| Fénix       | 2-0 | Racing             |

| Progreso    | 1-3 | Fénix              |
| Sud América | 1-0 | Uruguay Montevideo |
| Miramar     | 2-1 | Racing             |
| Bella Vista | 3-0 | Artigas            |

| Fénix       | 2-1 | Bella Vista        |
| Sud América | 2-0 | Racing             |
| Progreso    | 1-0 | Uruguay Montevideo |
| Artigas     | 1-0 | Miramar            |

| Progreso    | 1-1 | Sud América        |
| Fénix       | 3-1 | Miramar            |
| Artigas     | 3-1 | Racing             |
| Bella Vista | 6-2 | Uruguay Montevideo |

| Bella Vista | 2-0 | Miramar            |
| Sud América | 2-0 | Artigas            |
| Progreso    | 3-3 | Racing             |
| Fénix       | 1-0 | Uruguay Montevideo |

| Artigas     | 1-1 | Uruguay Montevideo |
| Miramar     | 3-2 | Progreso           |
| Sud América | 1-1 | Fénix              |
| Racing      | 2-1 | Bella Vista        |

| Miramar            | 1-2 | Sud América |
| Bella Vista        | 2-1 | Progreso    |
| Artigas            | 2-5 | Fénix       |
| Uruguay Montevideo | 1-2 | Racing      |

| Sud América        | 4-1 | Bella Vista |
| Artigas            | 3-4 | Progreso    |
| Uruguay Montevideo | 0-1 | Miramar     |
| Racing             | 1-2 | Fénix       |

| Fénix              | 2-0 | Progreso    |
| Uruguay Montevideo | 0-2 | Sud América |
| Racing             | 0-0 | Miramar     |
| Artigas            | 0-1 | Bella Vista |

| Bella Vista        | 3-2 | Fénix       |
| Racing             | 0-3 | Sud América |
| Uruguay Montevideo | 1-4 | Progreso    |
| Miramar            | 3-2 | Artigas     |

| Sud América        | 3-1 | Progreso    |
| Miramar            | 1-4 | Fénix       |
| Racing             | 1-1 | Artigas     |
| Uruguay Montevideo | 1-0 | Bella Vista |

| Miramar            | 2-0 | Bella Vista |
| Artigas            | 1-1 | Sud América |
| Racing             | 1-2 | Progreso    |
| Uruguay Montevideo | 2-2 | Fénix       |

| Uruguay Montevideo | 1-1 | Artigas     |
| Progreso           | 2-3 | Miramar     |
| Fénix              | 0-2 | Sud América |
| Bella Vista        | 1-1 | Racing      |